# Партия труда (Россия)
Партия труда — бывшая политическая партия в Российской Федерации, определяющая себя как политическая организация, действующая на территории Российской Федерации, созданная для защиты интересов трудящихся в органах политической власти и управления, политической поддержки профессиональных союзов и реального обеспечения политических и социальных прав большинства населения и современная левая партия, включающая в себя и социал-демократическое крыло.
Инициаторами создания партии выступили представители Социалистической партии (Б. Кагарлицкий, В. Кондратов), Конфедерации анархо-синдикалистов (А. Исаев), группы «Марксизм-XXI» (А. Бузгалин, А. Колганов), Московской федерации профсоюзов (М. Нагайцев, Т. Фролова), которые выступили в августе 1991 года с Обращением за создание Партии труда
Учредительная конференция партии состоялась только 9—10 декабря 1992 года. На конференции был избран Совет партии (21 человек), который, в свою очередь, избрал Исполком (11 человек), председателя Совета (Олег Смолин) и секретаря ИК (Александр Сегал). На I съезде О. Смолин был избран председателем партии.
Официально не была зарегистрирована, но в ноябре 1992 года были поданы документы на регистрацию в Министерстве юстиции РФ.
Партия не участвовала в думских выборах 12 декабря 1993 года. В одновременно проходивших выборах в Совет Федерации от партии был выбран 1 депутат — Олег Смолин, занявший второе место (в Совет Федерации избиралось по 2 человек от округа) в Омском округе.
Осенью 1994 года часть руководителей Партии труда приняла участие в создании Социал-демократического союза (против этого активно выступал Б. Кагарлицкий).
Партия ликвидирована в 1994г.